# زیردریایی چیسر سی‌اچ-۲۲
زیردریایی چیسر سی‌اچ-۲۲ (به انگلیسی: Japanese submarine chaser CH-22) یک زیردریایی بود که طول آن ۵۱ متر (۱۶۷ فوت ۴ اینچ) بود. این زیردریایی در سال ۱۹۴۱ ساخته شد.